# デルモニコステーキ

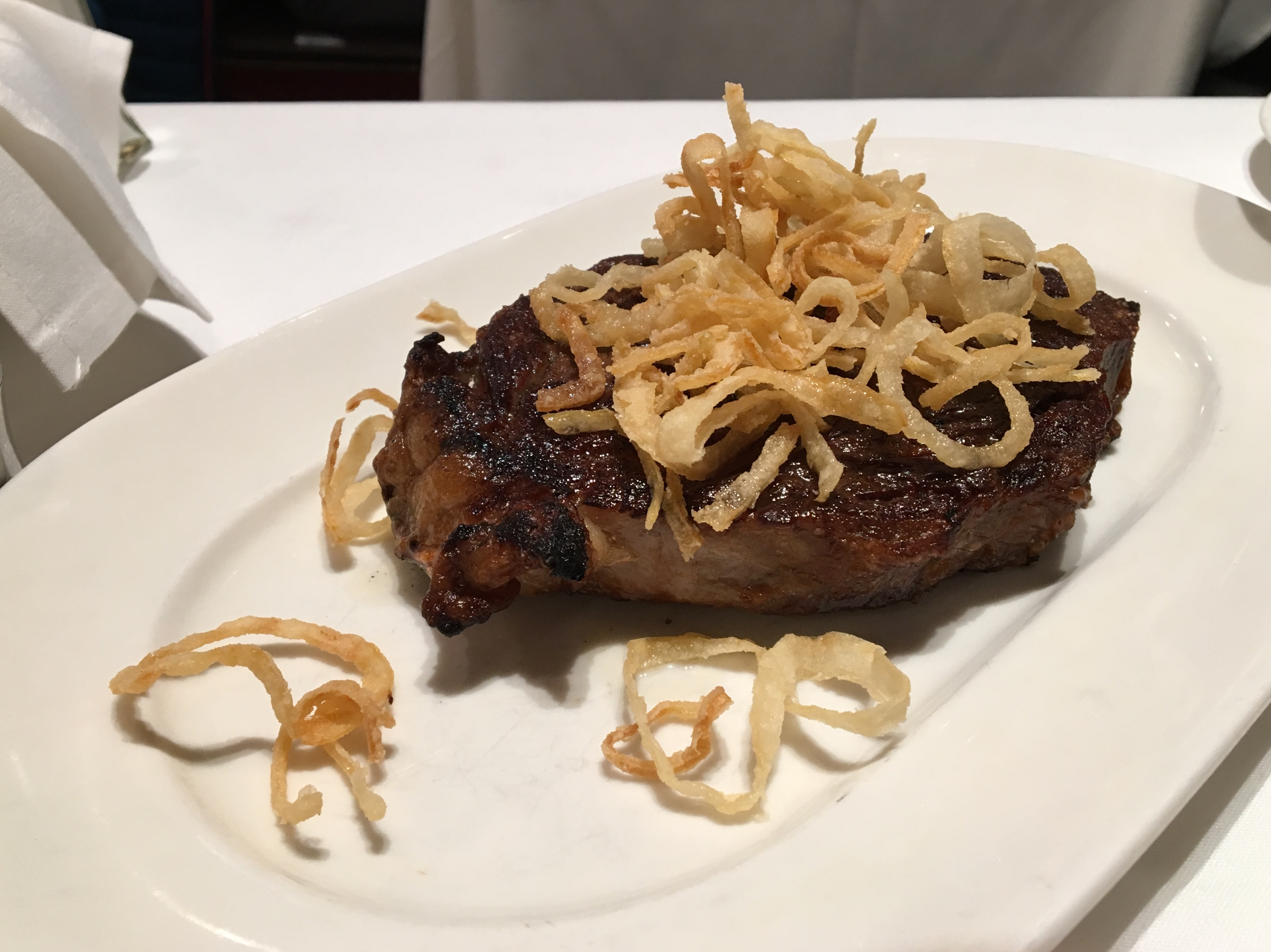
デルモニコスのデルモニコステーキ

デルモニコステーキ(Delmonico steakまたはsteak Delmonico)は、19世紀中旬頃から、ニューヨークのロウアー・マンハッタンにあるデルモニコスによって普及させられた、通常リブアイを用いる厚切りステーキである。
真のデルモニコステーキは、チャックアイの最初の3インチを切り分けたものだが、アメリカ合衆国の各地域で様々な部位を用い、「デルモニコステーキ」という言葉は、厚切りのステーキを意味するようになっている。
ステーキに加え、デルモニコスのメニューでは、マッシュポテトにチーズとバターを塗したパン粉をトッピングしたものを黄金色になるまで焼いてから蒸しあげた、「デルモニコポテト」と呼ばれるジャガイモ料理も添えられた。